# 出社
| ウィキペディアには「出社」という見出しの百科事典記事はありません（タイトルに「出社」を含むページの一覧/「出社」で始まるページの一覧）。 代わりにウィクショナリーのページ「出社」が役に立つかもしれません。 |